# Lijst van onroerend erfgoed in Kapelle-op-den-Bos
Een overzicht van het onroerend erfgoed in de gemeente Kapelle-op-den-Bos. Het onroerend erfgoed maakt onderdeel uit van het cultureel erfgoed in België.

## Bouwkundig erfgoed
| Object                                                | Erfgoedstatus? | Bouwjaar of architect | Deelgemeente       | Adres                | Coördinaten                   | Nummer? | Afbeelding                                            |
| ----------------------------------------------------- | -------------- | --------------------- | ------------------ | -------------------- | ----------------------------- | ------- | ----------------------------------------------------- |
| Parochiekerk Sint-Niklaas                             |                |                       | Kapelle-op-den-Bos | Oudstrijdersstraat 2 | 51° 0' 48" NB, 4° 21' 18" OL  | 39794   | Parochiekerk Sint-Niklaas                             |
| Parochiekerk Onze-Lieve-Vrouw-Hemelvaart              |                |                       | Nieuwenrode        | Kerkstraat 18        | 50° 58' 45" NB, 4° 21' 3" OL  | 39797   | Parochiekerk Onze-Lieve-Vrouw-Hemelvaart              |
| Pastorie Onze-Lieve-Vrouw-Hemelvaartparochie met tuin | Monument       |                       | Nieuwenrode        | Kerkstraat 24        | 50° 58' 43" NB, 4° 21' 2" OL  | 39798   | Pastorie Onze-Lieve-Vrouw-Hemelvaartparochie met tuin |
| Brandhof                                              |                |                       | Nieuwenrode        | Brandhofstraat 36    | 50° 59' 38" NB, 4° 22' 19" OL | 39799   | Brandhof                                              |
| Hoekhuis                                              |                |                       | Nieuwenrode        | Kerkstraat 7         | 50° 58' 46" NB, 4° 21' 1" OL  | 39800   | Hoekhuis                                              |
| Boerenburgerhuis                                      |                |                       | Nieuwenrode        | Kerkstraat 13        | 50° 58' 45" NB, 4° 20' 60" OL | 39801   | Boerenburgerhuis                                      |
| Hof ten Dorp                                          |                |                       | Nieuwenrode        | Paddegatstraat 96    | 50° 58' 48" NB, 4° 21' 1" OL  | 39803   | Hof ten Dorp                                          |
| Boerenhuis                                            |                |                       | Nieuwenrode        | Paddegatstraat 107   | 50° 58' 52" NB, 4° 21' 1" OL  | 39804   | Boerenhuis                                            |
| Dorpswoning                                           |                |                       | Nieuwenrode        | Paddegatstraat 108   | 50° 58' 53" NB, 4° 21' 1" OL  | 39805   | Dorpswoning                                           |
| Langgestrekte hoeve                                   |                |                       | Nieuwenrode        | Vaartstraat 15       | 50° 59' 52" NB, 4° 22' 0" OL  | 39807   | Langgestrekte hoeve                                   |
| Hoeve Noordhof                                        |                |                       | Nieuwenrode        | Ipsvoordestraat 61   | 50° 59' 11" NB, 4° 21' 54" OL | 39810   | Hoeve Noordhof                                        |
| Spaans hof                                            |                |                       | Nieuwenrode        | Spenaardstraat 67    | 50° 59' 26" NB, 4° 22' 16" OL | 39812   | Spaans hof                                            |
| Parochiekerk Sint-Martinus met ommuurd kerkhof        | Monument       |                       | Ramsdonk           | Gemeenteplein 2      | 51° 0' 53" NB, 4° 20' 7" OL   | 39813   | Parochiekerk Sint-Martinus met ommuurd kerkhof        |
| Kasteel van Houtem                                    |                |                       | Ramsdonk           | Kasteel 1-3          | 51° 1' 5" NB, 4° 19' 45" OL   | 39814   | Kasteel van Houtem                                    |
| Pastorie Sint-Martinusparochie                        | Monument       |                       | Ramsdonk           | Gemeenteplein 3      | 51° 0' 51" NB, 4° 20' 7" OL   | 39815   | Pastorie Sint-Martinusparochie                        |
| Art-decogetinte rijwoning                             |                |                       | Kapelle-op-den-Bos | Mechelseweg 244-246  |                               | 212290  | Art-decogetinte rijwoning                             |